# 广东省科学技术厅
广东省科学技术厅（广东省外国专家局），简称广东省科技厅，是主管广东省科学技术事务的省政府组成部门。
广东省科技厅内设16个处室，有9个下属事业单位，厅机关办公地点位于越秀区连新路171号的科技信息大楼。

## 主要职责
广东省科学技术厅的主要职责是：
1. 拟订全省实施创新驱动发展战略、促进科技创新强省建设的规划，以及促进科技发展、引进国（境）外智力等方面的规划和政策并组织实施。
2. 统筹推进全省创新体系建设和科技体制改革，会同有关部门健全科技创新激励机制。优化科研体系建设，指导科研机构改革发展，推动企业科技创新能力建设。负责推进科技军民融合发展相关工作。推进省重大科技决策咨询制度建设。
3. 牵头建立统一的省级科技管理平台和科研项目资金协调、评估、监管机制。会同有关部门提出优化配置科技资源的政策措施建议，推动多元化科技投入体系建设，协调管理省级财政科技计划（专项、基金等）并监督实施。负责部门预算执行，制定分管资金分配使用方案，对资金支出进度、绩效、安全性和规范性等负责。
4. 拟订省基础与应用基础研究政策和措施并组织实施，负责对省基础与应用基础研究基金（包括省自然科学基金、联合基金等）工作进行宏观管理、统筹协调和监督评估。
5. 组织拟订高新技术发展及产业化、科技促进农业农村和社会发展的规划、政策、措施。组织开展重点领域技术发展需求分析，编制省重大科技计划（专项）、重点领域研发计划并组织实施，统筹关键共性技术、前沿引领技术、现代工程技术、颠覆性技术研发和创新。主动对接国家重大科技项目，牵头组织重大技术攻关和成果应用示范。
6. 牵头全省技术转移体系建设，拟订科技成果转移转化和促进产学研结合的相关政策措施并监督实施。指导科技服务业、技-1术市场和科技中介组织发展。统筹推进全省科技公共服务体系建设、科技企业孵化育成体系建设。承担创新基础能力建设相关工作。推进国家级、省级高新技术产业开发区建设工作。加强高新技术企业培育。推动区域科技创新资源合理布局和协同发展，促进科技创新创业。
7. 牵头组织省实验室建设。负责健全国家重点实验室、省重点实验室等全省实验室体系建设。推动科技创新基地与平台规划布局并组织实施。推动科研条件保障建设和科技资源开放共享。
8. 负责全省科技监督评价体系建设和相关科技评估管理，指导科技评价机制改革，统筹科研诚信建设。组织实施创新调查和科技报告制度。指导全省科技保密工作。
9. 拟订科技对外交往与创新能力开放合作的政策和措施，组织开展科技合作与科技人才交流。牵头组织开展本省推进粤港澳大湾区科技创新合作与交流。会同相关部门和地市推动对外科技合作与科技人才交流工作。组织参与国际大科学计划和大科学工程。
10. 负责引进国（境）外智力和外国专家、港澳台专家管理服务工作。拟订省重点引进外国和港澳台专家工作计划、政策和措施并组织实施，建立外国和港澳台优秀科学家、团队吸引集聚机制，以及重点外国和港澳台专家联系服务机制，承担外国人才管理服务相关工作。拟订出国（境）培训计划，承担重点出国（境）培训项目的审核、管理和监督实施工作。
11. 会同有关部门拟订省科技人才队伍建设政策和措施，建立健全科技人才评价和激励机制，组织实施科技人才计划，推动高端科技创新人才队伍建设。拟订科学普及和科学传播的规划、政策。
12. 负责省科学技术奖评审的组织工作，以及国家科学技术奖、中国政府友谊奖等的推荐提名工作。负责社会力量设立的地方性科学技术奖的登记管理。
13. 完成省委、省政府和科技部交办的其他任务。
14. 职能转变。省科技厅应当围绕贯彻实施创新驱动发展战略，加强、优化、转变政府科技管理和服务职能，完善科技创新制度和组织体系，加强宏观管理和统筹协调，减少微观管理和具体审批事项，加强事中事后监管和科研诚信建设。从研发管理向创新服务转变，深入推进科技计划管理改革，建立公开统一的省级科技管理平台，减少科技计划项目重复、分散、封闭、低效和资源配置“碎片化”的现象。政府部门主要负责科技计划（专项、基金）的宏观管理，不再直接具体管理项目，交由专业管理机构承接。进一步改进科技人才评价机制，建立健全以创新能力、质量、贡献、绩效为导向的科技人才评价体系和激励政策，发挥政府、市场、专业组织、用人单位等多元评价主体作用。统筹全省科技人才队伍建设和引进国（境）外智力工作。

## 机构设置

### 内设机构
- 办公室
- 综合规划处
- 政策法规和创新体系建设处
- 资源配置与管理处
- 科技监督与诚信建设处
- 产学研结合处（科技重点专项办公室）
- 基础研究处
- 高新技术处
- 农业农村科技处
- 社会发展科技处
- 成果转化与区域创新处
- 实验室与平台基地处
- 专家服务处
- 引进智力管理处
- 交流合作处
- 人事处

### 下属事业单位
- 广东科学中心
- 广东省生产力促进中心
- 广东省基础与应用基础研究基金委员会
- 广东省科学技术情报研究所
- 广东省技术经济研究发展中心
- 广东省科技基础条件平台中心
- 广东省科学合作研究促进中心
- 广东省科技创新监测研究中心
- 广东省实验动物监测所